# Sibérie m'était contéee
Sibérie m'était contéee é o terceiro álbum do cantor francês Manu Chao. Foi lançado em 2004 e é cantado inteiramente em francês.

## Faixas
1. "Le P'tit Jardin"
2. "Petite Blonde du Boulevard Brune"
3. "La Valse à Sale Temps"
4. "Les Milles Paillettes"
5. "Il Faut Manger"
6. "Helno Est Mort"
7. "J'ai Besoin de La Lune"
8. "L'automne Est Las"
9. "Si Loin de Toi... Je Te Joue"
10. "100.000 remords"
11. "Trop Tôt, Trop Tard"
12. "Te Tromper"
13. "Madame Banquise"
14. "Les Rues de L'Hiver"
15. "Sibérie Fleuve Amour"
16. "Les Petites Planètes"
17. "Te Souviens Tu..."
18. "J'ai Besoin de La Lune... Remix"
19. "Dans Mon Jardin"
20. "Merci Bonsoir..."
21. "Fou de Toi"
22. "Les Yeux Turquoises"
23. "...Sibérie..."